# William Robertson Smith
William Robertson Smith, född den 8 november 1846 i Keig, Aberdeenshire, död den 31 mars 1894, var en skotsk lärd och skriftställare.
Smith blev 1870 professor i hebreiska i den skotska frikyrkans college i Aberdeen, men måste avgå 1881 på grund av sina kritiska avhandlingar om Gamla testamentet. Därefter sysselsatt med att jämte Thomas Spencer Baynes utge 9:e upplagan av "Encyclopaedia Britannica", var han även sedan 1886 professor i arabiska vid Christ's College i Cambridge och tillika universitetsbibliotekarie där. 
Smith skrev The Old testament in the jewish church (1881; ny upplaga 1892), The prophets of Israel, and their place in history to the close of the eighth century (1882; 2:a upplagan 1895), Kinship and marriage in early Arabia (1885), vari han uppvisade de förislamitiska beståndsdelarna i den muslimska religionen, Lectures on the religion of the semites (I, 1889; ny upplaga 1894), där han tecknade den semitiska hedendomen, av vilken många spår kvarstår i Gamla testamentet.